# Antonino Parrinello
Antonino Casimiro Parrinello (Castelvetrano, 2 ottobre 1988) è un ex ciclista su strada italiano, professionista dal 2012 al 2017.

## Palmarès
- 2008 (Pedale Larigiano Under-23, una vittoria)

Circuito Valle del Resco
- 2009 (Bedogni-Grassi-Natalini Under-23, tre vittorie)

Gran Premio di Montanino
Gran Premio Città di Empoli
Trofeo Alvaro Bacci
- 2010 (Bedogni-Grassi-Natalini Under-23, cinque vittorie)

Pistoia-Fiorano Modenese
Trofeo Nesti e Nelli
Gran Premio Chianti Colline d'Elsa
Gran Premio Comune di Cerreto Guidi
Trofeo Rigoberto Lamonica
- 2011 (Team Hopplà-Truck Italia-Mavo-Valdarno Project Elite, otto vittorie)

Gran Premio Pretola
Coppa Penna
Circuito Valle del Resco
Gran Premio Città di Vinci
Gara Ciclistica Milionaria
Gran Premio Industria del Cuoio e delle Pelli
Trofeo Alvaro Bacci
Ruota d'Oro
- 2016 (D'Amico-Bottecchia, due vittorie)

Classifica generale Ronde de l'Oise
Puchar Uzdrowisk Karpackich
- 2017 (GM Europa Ovini, una vittoria)

Grand Prix Adria Mobil

## Piazzamenti

### Classiche monumento
- Milano-Sanremo

2014: ritirato
- Giro delle Fiandre

2014: ritirato
- Giro di Lombardia

2014: 68º